# Аркадий (Филонов)
Епископ Аркадий (в миру Алексей Евтихиевич Филонов; 1816, Смоленская губерния — 11 (24) сентября 1908, Кишинёв) — епископ Русской православной церкви, епископ Аккерманский, викарий Кишинёвской епархии.

## Биография
Родился в семье причётника Смоленской епархии.
В 1847 году окончил Смоленскую духовную семинарию.
В 1848 году поступил послушником в Поречскую Ордынскую пустынь Смоленской епархии.
20 декабря 1849 года пострижен в монашество. 2 февраля 1850 года рукоположён во иеродиакона.
До 1851 года был в числе монашествующих Смоленского архиерейского дома в сане иеродиакона.
16 мая 1851 года рукоположён во иеромонаха. В том же 1851 году поступил в Санкт-Петербургскую духовную академию, которую окончил в 1855 году со степенью кандидата богословия, и 6 ноября назначен смотрителем Рославльского духовного училища и настоятелем Рославльского Преображенского монастыря.
17 июня 1859 года возведён в сан игумена.
В 1863 году — инспектор Владимирской духовной семинарии.
6 января 1868 года возведен в сан архимандрита.
В мае 1869 года уволен от учебной службы по болезни и назначен настоятелем Белёвского Спасо-Преображенского монастыря Тульской епархии.
16 января 1873 года переведен настоятелем Витебского Маркова монастыря.
В 1876 году — член Полоцкой духовной консистории.
22 декабря 1885 года хиротонисан во епископа Муромского, викария Владимирской епархии.
С 30 сентября 1887 года — епископ Аккерманский, викарий Кишинёвской епархии.
На Аккерманской кафедре был в течение двадцати лет четвёртым викарием. Памятником 20-летнего епископства на Аккерманском викариатстве остался заботливо им устроенный дом для псаломщических классов.
12 октября 1907 года уволен на покой, но по преклонности лет не мог выехать в назначенный ему для пребывания Курковский монастырь.
Скончался 11 сентября 1908 года в Кишинёве и погребён в Кишинёвском кафедральном соборе в Никольском приделе.